# Here I Am (album Kelly Rowland)
Here I Am – trzeci, studyjny, solowy album amerykańskiej wokalistki R&B Kelly Rowland, który został wydany przez wytwórnię Universal Motown dnia 22 lipca 2011.

## Lista Utworów
Lista według Discogs:
| #  | Tytuł                 | Gościnnie | Producent                      | Czas |
| -- | --------------------- | --------- | ------------------------------ | ---- |
| 1  | "I'm Dat Chick"       |           | C. "Tricky" Stewart            | 4:04 |
| 2  | "Work It Man"         | Lil Playy | Rodney "Darkchild" Jerkins     | 4:10 |
| 3  | "Motivation"          | Lil Wayne | Jim Jonsin, Rico Love          | 4:03 |
| 4  | "Lay It on Me"        | Big Sean  | Hit-Boy                        | 4:03 |
| 5  | "Feelin Me Right Now" |           | Rico Love, Earl & E            | 3:57 |
| 6  | "Turn It Up"          |           | Rodney "Darkchild" Jerkins     | 3:40 |
| 7  | "All of the Night"    | Rico Love | The Runners, Rico Love         | 3:51 |
| 8  | "Keep It Between Us"  |           | Christopher "c4" Umana         | 4:10 |
| 9  | "Commander"           |           | David Guetta, Sandy Vee        | 3:39 |
| 10 | "Down for Whatever"   | The WAV.s | RedOne, Jimmy Joker, The WAV.s | 3:55 |

### Deluxe Edition
| #  | Tytuł                           | Gościnnie | Producent               | Czas |
| -- | ------------------------------- | --------- | ----------------------- | ---- |
| 11 | "Heaven & Earth"                |           | Ne-Yo, StarGate         | 3:37 |
| 12 | "Each Other"                    |           | Soul Diggaz             | 3:48 |
| 13 | "Motivation (Rebel Rock Remix)" | Lil Wayne | Jim Jonsin, Rico Love   | 3:41 |
| 14 | "Commander (Urban Remix)"       | Nelly     | Earl & E, E2, Rico Love | 4:09 |